# مختار العطار
مُختار العطَّار (3 سبتمبر 1922 - 9 يناير 2006) رسام وناقد فن تشكيلي مصري، عمل صحفيا وكتب القصص القصيرة قبل أن يتفرغ للنقد التشكيلي.

## حياته ونشأته
ولد في 3 سبتمبر 1922 بمدينة طهطا محافظة سوهاج حيث كان أبوه قاضيا وكانت أسرته تقيم في الزقازيق، بعد أن حصل على شهادة التوجيهية التحق بقسم آداب اللغة الإنجليزية في كلية الآداب جامعة فؤاد الأول (جامعة القاهرة لاحقا) في القاهرة سنة 1939 في القاهرة، غير أنه لم يبق فيها لأكثر من سنة إذ غلب عليه شغفه بالفن التشكيلي، فالتحق بقسم التصوير في مدرسة الفنون الجميلة (كلية الفنون بالقاهرة لاحقا) وتخرج فيها سنة 1947، ثم التحق بقسم الرسم في معهد التربية للمعلمين حيث حصل على دراسات تخصصية لعامين، وبعدها حصل على دبلوم الدراسات العليا من جامعة عين شمس في تخصص علم النفس.

## مسيرته
- في 1961 التحق بالعمل في التلفزيون المصري محررا ومقدما للبرامج الفنية، أذيع له 500 برنامج منها مجموعة بعنوان «الفن والحياة». كتب سيناريو 29 فلما تسجيليا منها سلسلة بعنوان «مع الفنانين العرب الكبار ومشاهير فناني مصر». كما قدم 120 حلقة في برنامج «فنون تشكيلية».[4]
- في شبابه في أواخر أربعينيات القرن العشرين كان عضوا في الحركة الديمقراطية للتحرر الوطني (حدتو). سنة 1949.[5]
- بدأ عمله بالصحافة في دار النداء رساما ومخرجا فنيا، كما عمل رساما وأمين سر لمجلة القصة.[6]
- نشر 30 قصة قصيرة في المجلة والجريدة، كما نشرت له قصص في سلسلة قصص للجميع وفي مجلة روز اليوسف وصباح الخير ووطني، وتُرجمت قصته «لقاء عابر»، كما نشرت «حقل الذرة» سنة 1960.

### مرحلة النقد الفني[7]
تفرغ مختار العطار منذ 1971 للنقد الفني ومتابعة الأحداث الفنية وتقديم تاريخ الفن في مصر والعالم بمقالات منشورة في الصحافة، فتميزت تحليلاته باستعراض العمق التاريخي والثقافي للعمل والفنان.
أُعير إلى حكومة الكويت ما بين عامي 1976 1980 كموجه مقيم في المعاهد الخاصة في وزارة التربية لبرهة قصيرة، ثم انتقل إلى إدارة المناهج في الوزارة مراجعا فنيا للمطبوعات.
كتب مقالات لصحيفة القبس وله أحاديث مذاعة في الإذاعة الكويتية.
كتب سنة 1970 كتاب «ساحر الأواني، سعيد الصدر»
و عمل ناقدا فنيا في دار الهلال حيث نشرت له 500 دراسة في فلسفة الفن وسير الفنانين
أقام في 1976 جناحا عن الفنانين في معهد العالم العربي في باريس، وفي 1978 اشترك في إنتاج «أصل الحكاية» في مجلة العربي مع حسن حاكم
ساهم في تأليف كتاب متحف الفن الحديث
في 1993 نشر من تأليفه ضمن سلسلة «دراسات في نقد الفنون الجميلة» كتاب بعنوان «الفن والحداثة بين الأمس واليوم» وهو الإصدار الأول في السلسلة التي تصدرها جمعية النقاد المصريين بالتعاون مع هيئة الكتاب
كان رئيس جمعية النقاد المصريين منذ تأسيسها وحتى وفاته.
يقتني متحف الفن الحديث من لوحاته موديل ووجه العجوز والفاكهة المحرمة
حصل على شهادة تكريم المؤتمر العام لنقابة التشكيليين، وجائزة معرض القاهرة للكتاب سنة 1993 يمناسبة اليوبيل الفضي للمعرض عن كتاب له، ونال جائزة في افتتاح مكتبة الإسكندرية في أكتوبر 2001، مع صلاح طاهر ومحمد حسين هجرس
من ضمن إسهاماته الفكرية في مجال الفنون دعوته لاستبدال المسميات المتداولة، والتي هي في معظمها ترجمات عن لغات أجنبية، بسبب عدم دلالتها ولقصورها في بعض الأوجه أو عدم شموليتها فيما يتعلق بتقنيات العمل. فعلى سبيل المثال كان يدعو إلى استخدام «مَثَّال» و«رسام مُلوّن» و«فنان أواني» بدلا من المتداولة «نحّات» و«مُصوِّر» و«خزّاف». مات مختار العطار في يناير 2006.